# 15528 Martinsmedina
15528 Martinsmedina eller 2000 AJ10 är en asteroid i huvudbältet som upptäcktes den 3 januari 2000 av LINEAR i Socorro County, New Mexico. Den är uppkallad efter Liana Martins-Medina.